# Агата-Инукаи-но Митиё
Агата-Инукаи но Митиё (яп. 県犬養三千代, あがたいぬかいのみちよ; ? — 4 февраля 733) — японская аристократка и придворная периода Нара. Также известна как Татибана но Митиё (橘三千代).

## Краткие сведения
Агата-Инукаи но Митиё принадлежала роду Агата-Инукаи, она родилась в семье министра Агата-Инукаи но Адзумабито. Была замужем за принцем Минэ, от которого родила полукровку Кацураги, принца Саи и принцессу Муро. Впоследствии Митиё вышла замуж второй раз за Фудзивару-но Фухито, от которого в 701 году родила Асукабэ, будущую императрицу Комё.
Митиё работала при дворе и влияла на японскую политику, помогая роду своего мужа, Фудзиваре, увеличить авторитет при дворе. В 708 году, на празднике ниинамэсай император Гэммей даровал Митиё фамилию Татибана (橘) и титул высокочтимой госпожи «сукунэ» (宿禰) за преданность императорской семье. В 721 году во время тяжёлой болезни Гэммея, она постриглась в монахини. В 729 году после интронизации своей дочери она стала председателем имперского конкубина, сконцентрировав в своих руках значительную власть в императорском дворце.
Митиё умерла в 733 году. Предполагают, что она отошла в мир иной в возрасте 70 лет, поскольку её первый сын, принц Кацураги, родился около 684 года. В день своей смерти Митиё имела титул дворцовой придворной «наймёфу» (内命婦) и занимала 3-й ранг чиновничьей иерархической лестницы. В 760 ей посмертно был присуждён титул великой жены (大夫人) и 1-й чиновничий ранг посмертно.
Митиё приписывают одно из стихотворений сборника японских стихов «Манъёсю». В храме Хорюдзи сохраняется ларчик, который по преданию был подарен монахам от её имени.